# Graves de Vayres
Graves de Vayres es un vino con denominación de origen de la región vinícola de Burdeos, en Francia. Se extiende alrededor de 600 hectáreas sobre las comunas de Vayres y de Arveyres y elabora tanto vino tinto como blanco.

## Historia
En esta región ya hubo viñedos en la época galorromana. A mediados del siglo XIX, los vinos tintos y blancos de la denominación Graves de Vayres eran reputados, como se menciona en las ediciones de Bordeaux et ses vins, donde Cocks y Féret dicen que 

Sin pretender rivalizar con los Médoc o los Saint Emilion, los vinos tintos de Graves de Vayres no están menos llenos de delicadeza.

El Sindicato citícola de Graves de Vayres se fundó el 3 de enero de 1926. Decidieron incluir, dentro del área de la denominación Graves de Vayres, los terrenos de gravas de la meseta de Arveyres con los de Vayres. La denominación de origen se delimitó en 1936 en función del potencial de los suelos de grava, arenoso-gravosos, arcillo-gravosos o limo-gravosos dentro del meandro del Dordoña. Actualmente, la zona tiene alrededor de 600 hectáreas, en pleno corazón del bordelés.

## Variedades
Se usa merlot para el tinto. La mayoría de los Graves de Vayres blancos secos se hacen con un ensamblaje de 70% sauvignon, 20-25% semillón y 5-10% muscadelle.